# Відеобанкінг

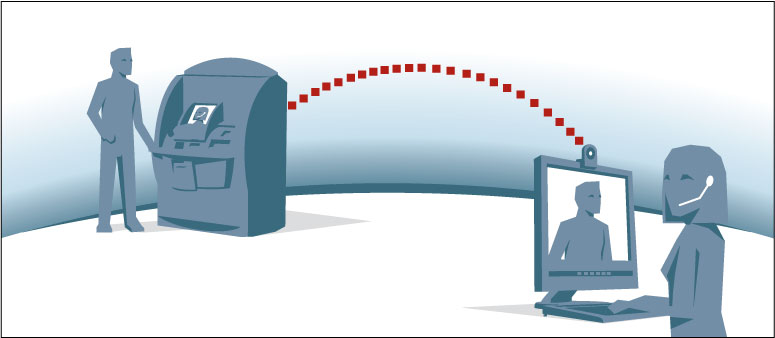
Спрощена схема здійснення відеобанкінгу

Відеобанкінг — термін, що використовується для означення способу здійснення банківських операцій та/або отримання професійних банківських консультацій за допомогою віддаленого відеозв'язку. Відеобанкінг може здійснюватися за допомогою пристроїв самообслуговування — спеціально створених банківських транзакційних машин, які багато в чому схожі на банкомати, або просто за допомогою відеотелефонії із банком.

## Формати відеобанкінгу
Відеобанкінг поки що не отримав розповсюдження в Україні, тоді як в інших країнах світу він відносно широко представлений у кількох форматах, кожен з яких має свої переваги для клієнта та для банку.

### Безпосередньо у відділенні банку
Відеобанкінг може здійснюватись у звичайному відділенні банку. Така форма відеобанкінгу повністю або частково переводить надання традиційних послуг у касі банку в місце, відокремлене від здійснення основної взаємодії відділення банку з клієнтами. Завдяки використанню відео- або аудіо-зв'язку, спеціаліст банку може оформити надання послуги клієнту. Клієнти у відділенні використовують спеціальний пристрій самообслуговування для здійснення операцій з валідними платіжними засобами, наприклад, чеками, банкнотами або монетами.

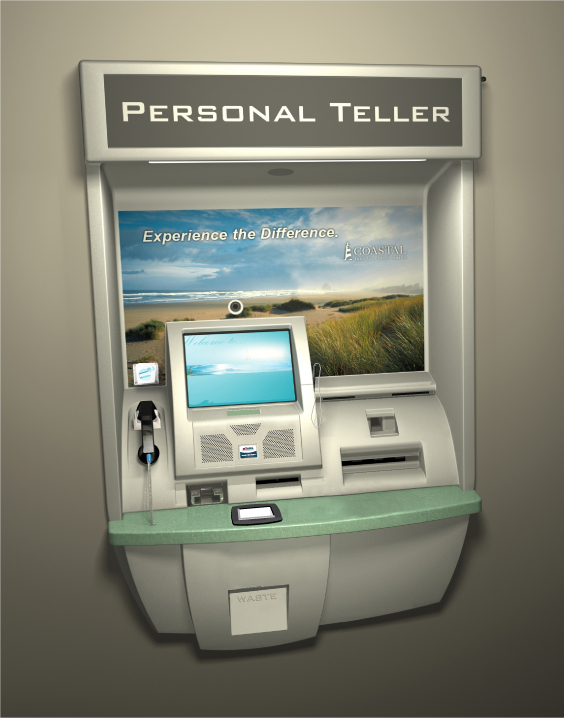
Video Tellers Machine виробництва компанії uGenius Technology, промисловий зразок

### Цілодобово у вестибюлі відділення банку
Відеобанкінг дає клієнтам можливість скористатись послугами банку упродовж часу, який не є звичним для роботи відділень банку, але є зручним для конкретного клієнта. Для цього відповідний пристрій самообслуговування може бути розміщений у вестибюлі відділення банку, до якого у клієнтів є доступ упродовж 24 годин на добу. Це дає можливість клієнту отримати персональний сервіс за допомогою відео-зв'язку протягом часу, коли відділення банків зазвичай зачинені.
Крім того, у багатьох країнах, де широко розповсюджені розрахунки чеками, пристрій самообслуговування дає можливість отримати кошти по чеку без його фізичної перевірки працівником банку, одразу після отримання банком відсканованого зображення чеку. Сканування чеку та відправлення на перевірку спеціалісту банку здійснюється засобами пристрою самообслуговування. У країнах, де є традиція закриття банківського дня у визначену годину, це є великою перевагою для клієнтів, які можуть отримати готівку по чеку навіть швидше, ніж при відвідуванні традиційного відділення банку.

### Поза межами відділень банку
Відеобанкінг дає можливість отримання професійних банківських послуг у місцях, які не є традиційними для здійснення банківської діяльності, наприклад у супермаркетах, гастрономах, офісних приміщеннях, заводських приміщеннях, гуртожитках тощо.

### Доступність з будь-якого місця
Відеобанкінг відкриває банкам можливість надання послуг, у тому числі преміум-класу, клієнтам, у яких не завжди є можливість відвідати банк.

### «Банк на долоні»
Відеобанкінг надає клієнтам новий рівень зручності отримання банківських послуг. «IndusInd Bank» (Індія) запровадив рішення під назвою «Відео-відділення», яке дає клієнту можливість віртуального, але особистого спілкування з його персональним менеджером або із спеціалістом головного офісу банку. Це концепція «банк на долоні [клієнта]», яка передбачає доступність клієнту сервісів та здійснення транзакцій у будь-який час та будь-де. Клієнт, використовуючи додаток для пристроїв Android або Apple, отримує можливість відео-зв'язку з банком для отримання якісного та професійного сервісу.

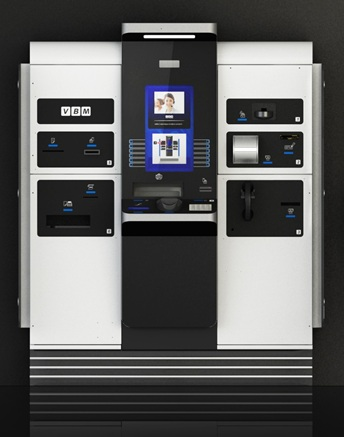
Зразок Video Tellers Mahine, розробленої компанією Tumsas Company

## Технології відеобанкінгу
Відеобанкінг має як декілька форматів, так і суттєві відмінності у технічній комплектації пристроїв, за допомогою яких здійснюється відеобанкінг.

### Забезпечення зв'язку
Хоча цей вид банкінгу й називається «відео», проте він завжди передбачає наявність і аудіо-зв'язку для забезпечення чіткої комунікації безпосередньо між клієнтом та спеціалістом банку. Відео- та аудіо-зв'язок передбачає наявність високошвидкісного інтернет-з'єднання. Для забезпечення якісного зв'язку різні виробники використовують різні рішення, і останні технічні здобутки у сфері стиснення відео- та аудіо-сигналу роблять ці рішення більш ефективними.

### Транзакційне обладнанання
Крім місця розташування, одна з основних відмінностей між відеобанкінгом та простим відеозв'язком із банком у випадку використання відеобанкінгу є можливість здійснення транзакцій з використанням валідних платіжних засобів, зокрема чеків, банкнот та монет. Спеціальні пристрої, які отримали назву «Video Teller Machines», дають можливість як відео- та аудіо-зв'язку з банком, так і здійснення фінансових транзакцій з готівкою та чеками.

## Сервіси відеобанкінгу
Залежно від формату відобанкінгу, на відповідному пристрої самообслуговування можуть пропонуватись різні сервіси. В поєднанні із зв'язком з банком, апаратні можливості «Video Teller Machine» надають змогу клієнту скористатись багатьма банківськими послугами.
- Ідентифікація клієнта
- Внесення готівки
- Зняття готівки: банкнот та монет
- Друк чекових книжок
- Перекази між рахунками
- Оплата рахунків
- Отримання інформації про рух коштів по рахунку
- Відкриття рахунку

У будь-якому форматі відеобанкінг передбачає:
- Ініціювання відкриття кредитного ліміту
- Консультування із спеціалістами банку
- Відкриття рахунку
- Розгорнуте інформування про послуги банку